# Pseudodryas stragula
Pseudodryas stragula är en fjärilsart som beskrevs av Heinrich Benno Möschler 1883. Pseudodryas stragula ingår i släktet Pseudodryas och familjen tandspinnare. Inga underarter finns listade i Catalogue of Life.